# Templo de Yáganat
El Templo de Yáganat de Puri es un importante templo hindú dedicado a Jaganatha, una forma de Vishnu, en Puri en el estado de Odisha en la costa oriental de la India. El templo actual fue reconstruido a partir del siglo X, en el lugar de un templo anterior, y fue iniciado por el rey Anantavarman Codaganga, primero de la dinastía Ganga Oriental.
El templo de Puri es famoso por su Ratha yatra anual, o festival de carrozas, en el que las tres deidades principales son arrastradas por enormes y elaboradas carrozas del templo. Estas dieron su nombre al término inglés Juggernaut. A diferencia de los iconos de piedra y metal que se encuentran en la mayoría de los templos hindúes, la imagen de Jaganatha está hecha de madera y se reemplaza ceremoniosamente cada doce o diecinueve años por una réplica exacta. Es uno de los Char Dham.
El templo es sagrado para todos los hindúes y especialmente en los de las tradiciones vaisnavas. Muchos grandes santos, como Ramananda y Rāmānuja Āchārya, estaban estrechamente asociados con el templo. Ramanuja estableció el Emar Mutt cerca del templo y el Govardhan Mutt, que es la sede de uno de los cuatro Shankaracharyas. También es de particular importancia para los seguidores del vaisnavismo gaudía, cuyo fundador, Chaitania Mahaprabhu, se sintió atraído por la deidad, Jaganatha, y vivió en Puri durante muchos años.

## Historia

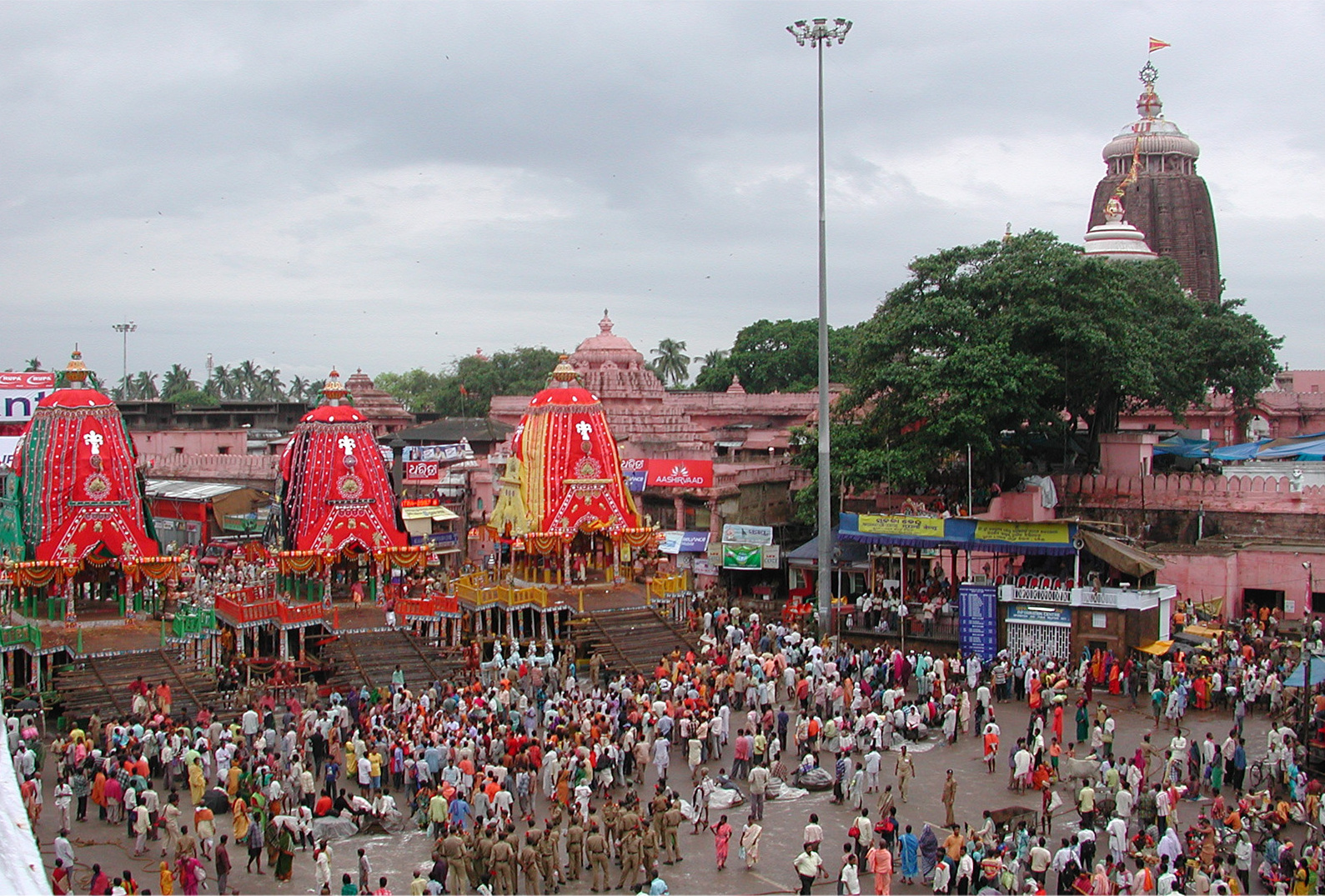
El Ratha yatra en Puri de los tiempos modernos que muestra las tres carrozas de las deidades con el Templo en el fondo.

El templo fue construido por el rey de la dinastía Ganga, Anantavarman Codaganga, en el siglo XII, como sugiere la inscripción, en placa de cobre de Kendupatna, de su descendiente Narasimhadeva II. Anantavarman era originalmente un shaivita, y se convirtió en vaishnavita en algún momento después de que conquistara la región de Utkala —en la que se encuentra el templo— en 1112. Una inscripción, de alrededor de los años 1134-1135, registra su donación al templo. Por lo tanto, la construcción del templo debió de haber comenzado en algún momento después del año 1112.
Según una historia en las crónicas del templo, fue fundado por Anangabhima-deva II: diferentes crónicas mencionan el año de construcción como 1196, 1197, 1205, 1216, o 1226. Esto sugiere que la construcción del templo fue completada o que el templo fue renovado durante el reinado del hijo de Anantavarman: Anangabhima. El complejo del templo se desarrolló aún más durante los reinados de los reyes subsiguientes, incluyendo los de la dinastía Ganga y la dinastía Suryavansi (Gajapati).

## Deidades
Jaganatha, Balarama y Subhadrá son un trío de deidades adoradas en el templo. El santuario interior del templo contiene estatuas de estos tres dioses talladas en troncos sagrados de neem conocidos como daru sentados en la plataforma enjoyada o ratnabedi, junto con estatuas de Súdarshan chakra, Madanmohan, Sridevi y Vishwadhatri. Las deidades están adornadas con diferentes ropas y joyas según la estación del año. La adoración de estas deidades es anterior a la construcción del templo y puede haberse originado en un antiguo santuario tribal.

### Leyendas

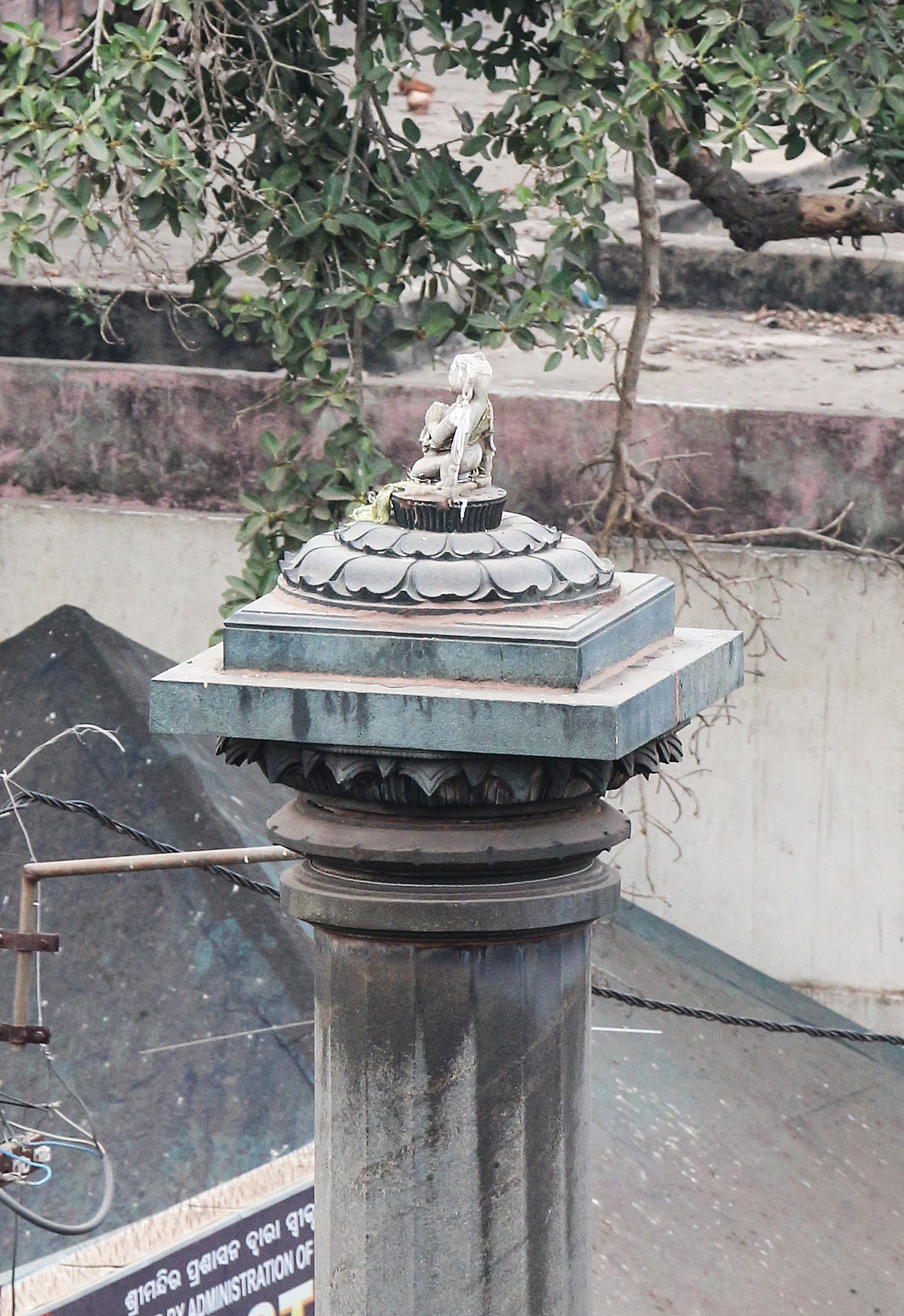
La estatua de Aruná el auriga del Dios Sol en la cima de la Aruna Stambha frente al Singhadwara.

Según la leyenda, la construcción del primer templo de Jaganatha fue encargada por el rey Indradiumna, hijo de Bharata y Sunanda, y un rey Malata, mencionado en el Mahabharata y los Puranas.
El relato legendario que se encuentra en el Skanda-Purana, el Brahma Purana y otros Puranas y, más tarde, en las obras en oriya u odia, afirma que el «Señor Jaganatha» fue originalmente adorado como el «Señor Neela Madhaba» por un rey Savar —jefe de la tribu— llamado Viswavasu. Habiendo oído hablar de la deidad, el rey Indradiumna envió a un sacerdote brahmán, Vidyapati, para localizar a la deidad, que era adorada en secreto en un denso bosque por Viswavasu. Vidyapati hizo todo lo posible pero no pudo localizar el lugar. Pero al fin se las arregló para casarse con Lalita la hija de Viswavasu. A petición reiterada de Vidyapti, Viswavasu llevó a su yerno ciego y doblado a una cueva donde se adoraba al «Señor Neela Madhaba».
Vidyapati era muy inteligente. Dejó caer semillas de mostaza en el suelo del camino. Las semillas germinaron después de unos días, lo que le permitió descubrir la cueva más adelante. Al tener noticias, el rey Indradiumna se dirigió inmediatamente a Odisha en un peregrinaje para ver y adorar a la deidad, pero la deidad había desaparecido y el rey se decepcionó. La deidad estaba escondida en la arena. El rey estaba decidido a no regresar sin tener un darshan de la deidad y observar hasta la muerte en el monte Neela. Entonces, una voz celestial gritó «lo verás». El rey realizó un sacrificio de caballos y construyó un magnífico templo para Vishnu. Sri Narasimha Murti traído por Nárada fue instalado en el templo. Durante el sueño, el rey tuvo una visión de Jaganatha. También una voz astral lo dirigió a rencontrar el árbol fragante en la orilla del mar y que hiciera ídolos con esa madera. En consecuencia, el rey obtuvo la imagen de Jaganatha, Balarama, Subhadrá y Súdarshan chakra, hechas de la madera del árbol divino y las instaló en el templo.
La oración de Indradiumna a Brahma
El rey Indradiumna realizó para Yaganatha el monumento más alto del mundo. Tenía 1000 codos de altura. Invitó a Brahma, el creador cósmico, a consagrar el templo y las imágenes. Brahma vino desde el Cielo para este propósito. Al ver el templo se sintió inmensamente complacido con él y le preguntó a Indradiumna de qué manera podía él (Brahma) cumplir el deseo del rey, ya que estaba muy complacido con él por haber puesto el más hermoso templo para Vishnu. Con las manos cruzadas, Indradiumna dijo, «Mi Señor, si está realmente complacido conmigo, tenga la bondad de bendecirme con una cosa, y es que yo sea el último miembro de mi familia». En caso de que alguien quedara vivo después de él, únicamente se enorgullecería de ser el dueño del templo y no trabajaría para la sociedad.

#### Leyenda que rodea el origen del Templo
La historia tradicional sobre los orígenes del templo de Yáganatha es que aquí la imagen original de Yaganatha una deidad en forma de Vishnu) al final de Treta yuga se manifestó cerca de un árbol baniano, cerca de la costa en la forma de un zafiro o la Joya Azul. Era tan deslumbrante que podía conceder el instante moksha, así que el Dios Dharma o Iama quiso esconderlo en la tierra y tuvo éxito. En Dvapara Yuga el rey Indradiumna de Malwa quiso encontrar esa misteriosa imagen y para ello hizo duras penitencias para conseguir su objetivo. Vishnu le ordenó entonces que fuera a la costa de Puri y encontrara un tronco flotante para hacer una imagen de su tronco.
El rey encontró el tronco de madera. Hizo una talla de la que apareció un Narasinja e instruyó que Narayana debía hacerse como una expansión cuádruple, es decir, Paramatma como Vasudeva, su Vyuha como Samkarshana, Yogamaya como Subhadra, y su Vibhava como Sudarsana. Vishua Karma apareció en la forma de un artesano y preparó imágenes de Jaganatha, Balarama y Subhadrá desde el árbol.
Cuando este tronco, radiante de luz, fue visto flotando en el mar, Narada le dijo al rey que hiciera tres ídolos con él y los colocara en un pabellón. Indradiumna consiguió que Vishua Karma, el arquitecto de los dioses, construyera un magnífico templo para albergar los ídolos y el propio Vishnu apareció en calidad de carpintero para hacer los ídolos con la condición de que no se le molestara hasta que terminara el trabajo.
Pero justo después de dos semanas, la reina se puso muy ansiosa. Dio al carpintero por muerto ya que no salía ningún sonido del templo. Por lo tanto, pidió al rey que abriera la puerta. Así, fueron a ver a Vishnu donde este último abandonó su trabajo dejando los ídolos sin terminar. Los ídolos no tenían manos. Pero una voz divina le dijo a Indradiumna que los instalara en el templo. También se ha creído que a pesar de que los ídolos no tienen manos, pueden vigilar el mundo y ser su Señor.

## Invasiones y profanaciones del templo
Los anales del templo, el Madala Panji registra que el templo Yáganat en Puri ha sido invadido y saqueado dieciocho veces. En 1692, el emperador mogol Aurangzeb ordenó cerrar el templo hasta que quisiera reabrirlo, de lo contrario sería demolido, los funcionarios mogoles locales que vinieron a realizar el trabajo fueron solicitados por los locales y el templo fue simplemente cerrado. Fue reabierto tras la muerte de Aurangzeb en 1707.

## Entrada y darshan
A los no hindúes no se les permite entrar en el templo. Los visitantes a los que no se les permite entrar pueden ver el templo y el recinto desde el techo de la cercana Biblioteca Raghunandan y presentar sus respetos a la imagen del Dios Jaganatha conocida en la entrada principal del templo. Hay algunas pruebas de que esta política entró en vigor tras una serie de invasiones de extranjeros en el templo y sus alrededores.
El templo está abierto desde las 5:00 a. m. hasta la medianoche. A diferencia de muchos otros templos, los devotos pueden ir alrededor y detrás de los ídolos. Durante el darshan especial, o parimanik darshan, los devotos pagan una pequeña cuota para ir directamente junto las estatuas. A todos los devotos se les permite ir directamente a las deidades durante el sahana mela —aparición general— a las 7-8:00 a. m. sin pagar ninguna cuota.

## Integridad cultural

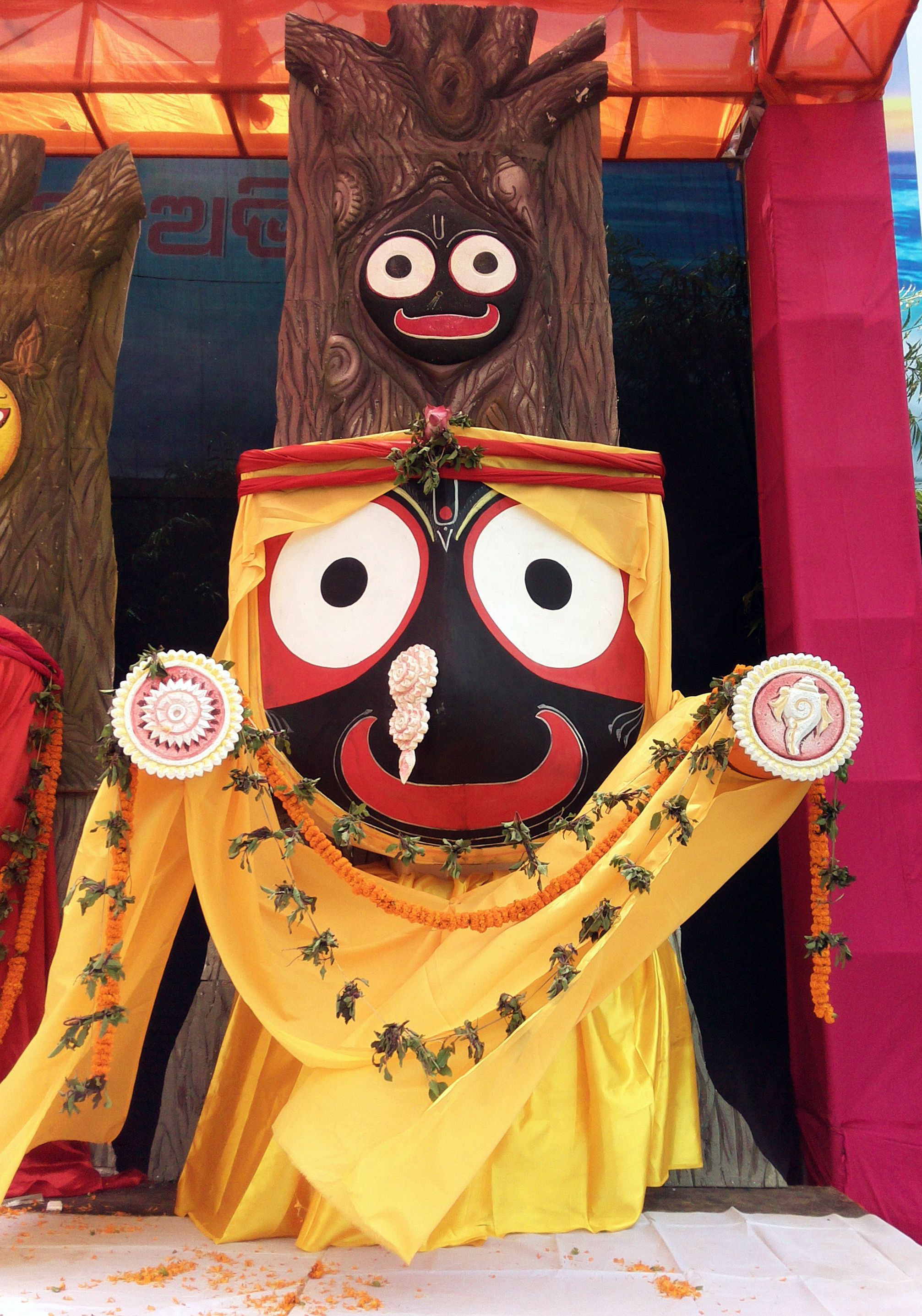
La transformación de los viejos cuerpos en nuevos cuerpos hechos de madera de neem se llama Nabakalebar.

Empezando por el mismo Señor Jaganatha, la historia dice que era una deidad tribal, adornada por el pueblo de Sabar, como símbolo de Narayan. Otra leyenda dice que es Nilamadhava, una imagen de Narayana hecha de piedra azul y adorada por los aborígenes. Fue llevado a Nilagiri (montaña azul) o Nilachala e instalado allí como Sri Jaganatha en compañía de Balarama y Subhadra. También se afirma que las imágenes hechas de madera tienen su vinculación lejana con el sistema aborigen de adoración a los postes de madera. Para colmo, los daitapatis, que tienen una buena parte de las responsabilidades para realizar los rituales del Templo, se dice que son descendientes de los aborígenes o de las tribus de las colinas de Odisha. Así que podemos afirmar con seguridad que el comienzo de la historia cultural de Shrikshetra se encuentra en la fusión de las culturas hindúes y tribales. Las tres deidades llegaron a ser reclamadas como los símbolos de Samyak Darshan, Samyak Jnana y Samyak Charita usualmente consideradas como Triratha (de la cultura del jainismo), una asimilación de la cual lleva a Moksha (salvación) o la dicha final.
Jaganatha es venerado como Vishnu o Narayan o Krishna y el Señor Balarama como Shesha. Simultáneamente, las deidades son consideradas como el bhairava con Vimala (el deví o consorte de Shiva) instalada en el campus del templo. Así que en última instancia encontramos una fusión del saivismo, shaktismo y vaisnavismo de la religión hindú con el jainismo y hasta cierto punto el budismo en la cultura de Jaganatha y la tradición cultural que tan reverentemente se mantiene unida en Shrikshetra.

## Acharyas y Yáganatha Puri
Se sabe que todos los acharyas de renombre, incluyendo Madhwa, han visitado este kshetra. Adi Shankara estableció su Góvardhana matha aquí. También hay evidencia de que Gurú Nanak Dev Ji, Kabir, Tulsidas, Rāmānuja Āchārya y Nimbārka han visitado este lugar. Sri Chaitania Mahaprabhu del Vaisnavismo gaudía permaneció aquí durante 24 años, estableciendo que el amor de Dios puede ser difundido cantando el mantra Hare Krishna. Srimad Vallabhacharya visitó Yáganat Puri y realizó una recitación de siete días de Srimad Bhagvat. Su lugar de asiento sigue siendo famoso como baithakji. Esto confirma su visita a Puri.
Un famoso incidente tuvo lugar cuando Vallabhacharya lo visitó. Hubo un discurso entre los brahmanes y se hicieron cuatro preguntas. ¿Quién es el más elevado de los dioses?, ¿cuál es el más elevado de los mantras?, ¿cuál es la escritura más elevada? y ¿cuál es el servicio más elevado? El discurso se prolongó durante muchos días con muchas escuelas de pensamiento. Finalmente, Sri Vallabh dijo que le pidiera al Señor Jaganatha que confirmara las respuestas de Sri Vallabh. Se dejaron un lápiz y un papel en el santuario interior. Después de algún tiempo, las puertas se abrieron y se escribieron 4 respuestas. 
- 1) El Hijo de Devaki (Krishna) es el Dios de los Dioses
- 2) Su nombre es el más elevado de los mantras
- 3) Su canción es la escritura más elevada (Bhagavat Geeta)
- 4) El servicio a Él es el servicio más elevado.

El rey quedó sorprendido y declaró a Sri Vallabh el ganador del debate. Algunos de los que participaron se pusieron celosos de Sri Vallabh y quisieron ponerlo a prueba. El día siguiente era ekadashi, un día de ayuno en el que se debe ayunar de los granos. Los brahmanes le dieron a Shri Vallabh el arroz «prasad» de Shri Jagannathji —el templo es famoso por esto—. Si Shri Vallabh lo comía, rompía su voto de ayuno, pero si no lo tomaba, le faltaba el respeto al Señor Jaganatha. Shri Vallabh aceptó el «prasad» en su mano y pasó el resto del día y la noche explicando sobre la grandeza del prasad y comió el arroz a la mañana siguiente.

### Char Dham

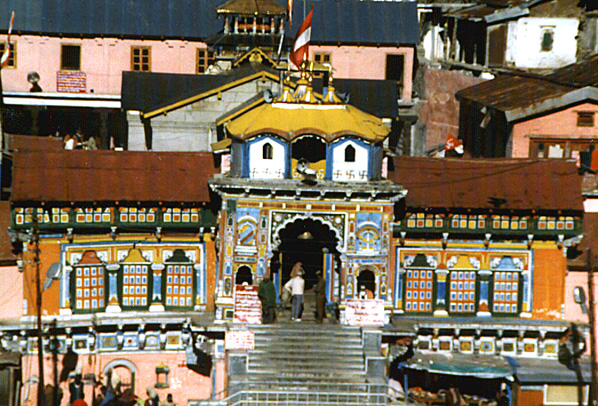
Templo de Badrinath, único que coincide en los dos recorridos de los sitios divinos el Char Dham y el Chota Char Dham.

El templo es uno de los lugares más sagrados vaishnavas hindúes, y s encuentra en el Char Dham, un circuito de cuatro sitios divinos, que comprenden Rameswaram, Badrinath, Puri y Dwarka. Aunque no se conocen claramente los orígenes, la escuela advaita del hinduismo propagada por Adi Shankara, que creó instituciones monásticas hindúes en toda la India. Los cuatro monasterios se encuentran en los cuatro puntos cardinales de la India y sus templos son el Templo Badrinath en Badrinath en el norte, el Templo de Yáganat en Puri en el este, el Templo Dwarakadheesh en Dwarka en el oeste y el Templo Ramanathaswamy en Rameswaram en el sur. Aunque ideológicamente los templos están divididos entre las sectas del hinduismo, a saber, el saivismo y el vaisnavismo, la peregrinación a los Char Dham es un asunto totalmente hindú. El viaje a través de los cuatro puntos cardinales de la India está considerado sagrado por los hindúes que aspiran a visitar estos templos una vez en su vida. Tradicionalmente el viaje comienza en el extremo oriental de Puri, procediendo en el sentido de las agujas del reloj de una manera que se sigue típicamente para circunvalar los templos hindúes.
Hay cuatro moradas en el Himalaya llamadas Chota Char Dham —Chota significa pequeño—: Badrinath, Kedarnath, Gangotri y Yamunotri todas ellas se encuentran en el estado de Uttarakhand, en las estribaciones del Himalaya. El nombre Chota se añadió a mediados del siglo XX para diferenciar los Char Dhams originales. 

## Estructura

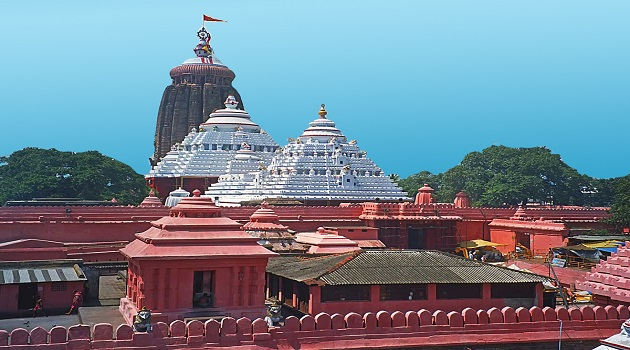
Vista general del Templo de Yáganat en Puri.

El enorme complejo del templo cubre un área de más de 37.000 m² y está rodeado por una alta muralla fortificada. Este muro de 6,1 m de altura se conoce como Meghanada Pacheri. Otro muro conocido como kurma bedha rodea el templo principal. Contiene al menos 120 templos y altares. Con su riqueza escultórica y la fluidez del estilo Oriya de la arquitectura de los templos, es uno de los monumentos más magníficos de la India. El templo tiene cuatro estructuras seccionales distintas, a saber:
- Deula, Vímana o Garbhagriha (Sanctum sanctorum) donde las deidades de la tríada se alojan en el ratnavedi (Trono de Perlas). En el estilo de Rekha Deula;
- Mukhashala (pórtico frontal);
- Nata mandir/Natamandapa, que también es conocido como el Jagamohan (salón de audiencias/salón de baile), y
- Bhoga Mandapa (sala de ofrendas).[28]

El templo principal tiene forma curvilínea y está coronando en la cima con el sikhara de Vishnu. También conocido como el «Nila Chakra», está hecho de ashtadhatu y se considera sacrosanto. Entre los templos existentes en Orissa, el templo de Yáganat es el más alto. La torre del templo se construyó sobre una plataforma elevada de piedra y, tiene una altura de 65 m por encima del santuario interior donde residen las deidades, dominando el paisaje circundante. Los tejados piramidales de los templos circundantes y las salas adyacentes, o mandapas, se elevan en escalones hacia la torre como una cresta de picos de montaña.

### Nila Chakra

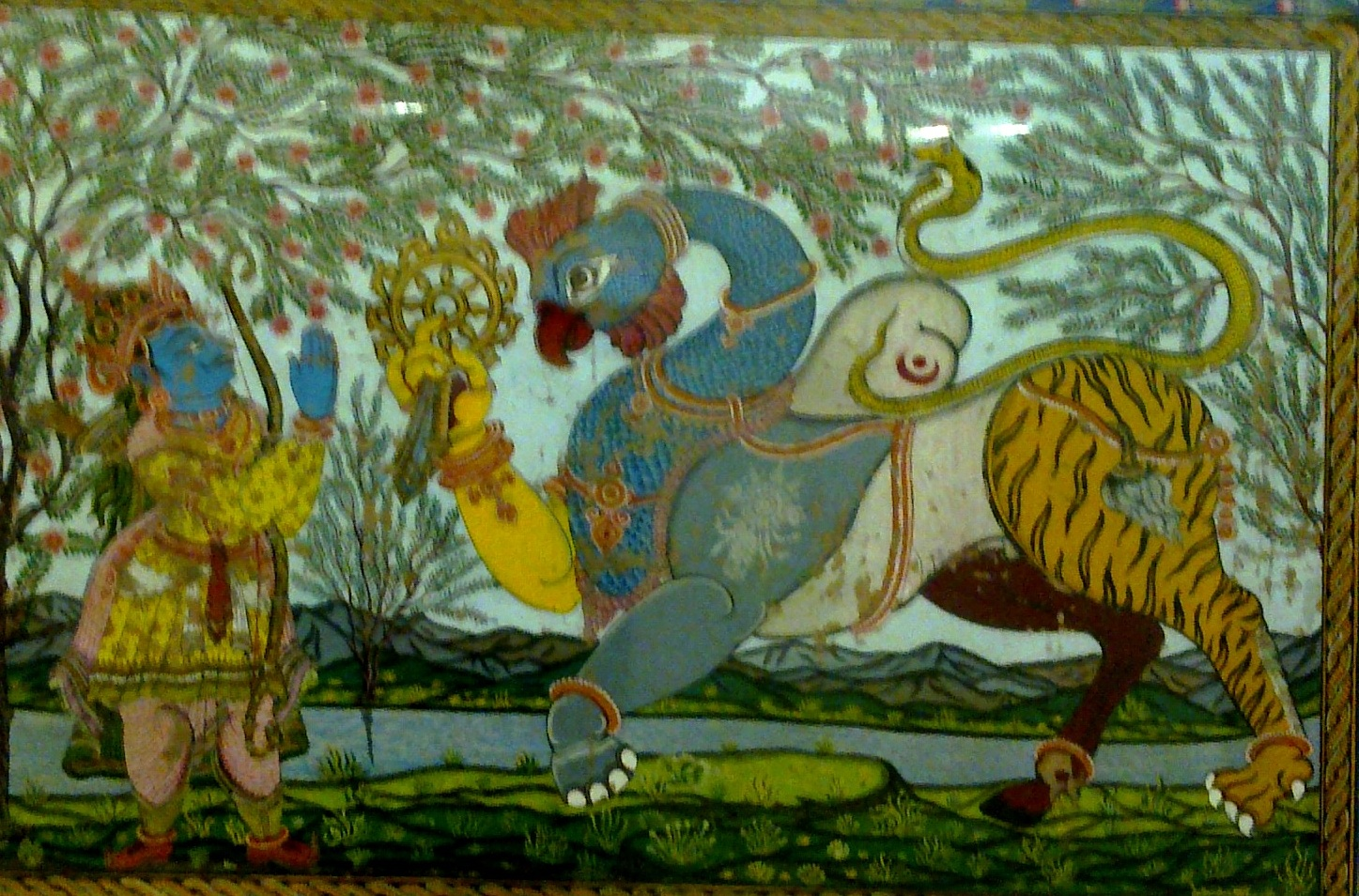
Arjuna apunta con su arco a Navagunjara, representado aquí con la cabeza de un pavo real la forma de Odisha de Jaganatha.

El Nila Chakra (Disco Azul) es el disco montado en el sikhara superior del templo de Yáganat. Según la costumbre, cada día se agita una bandera diferente en el Nila Chakra. La bandera que se iza en el Nila Chakra se llama Patita Pavana («el salvador de los oprimidos y los caídos») y equivale a la imagen de las deidades colocadas en el Sanctum sanctorum.
El Nila Chakra es un disco con ocho Navagunjaras talladas en la circunferencia exterior, con todo orientado hacia el poste de la bandera. Está hecho de una aleación de ocho metales (Asta-dhatu) y tiene 3,5 metros de altura con una circunferencia de unos 11 metros. Durante el año 2010, el Nila Chakra fue reparado y restaurado por el Servicio Arqueológico de la India. El Nila Chakra es distinto del chakra Sudarshana que se ha colocado con las deidades en el santuario interior.
El Nila Chakra es el símbolo iconográfico más venerado del culto a Jaganatha. Es el único objeto físico cuyas marcas son usadas como sacramento y consideradas sagradas en dicho culto. Simboliza la protección del Señor Jaganatha.

### El Singhadwara

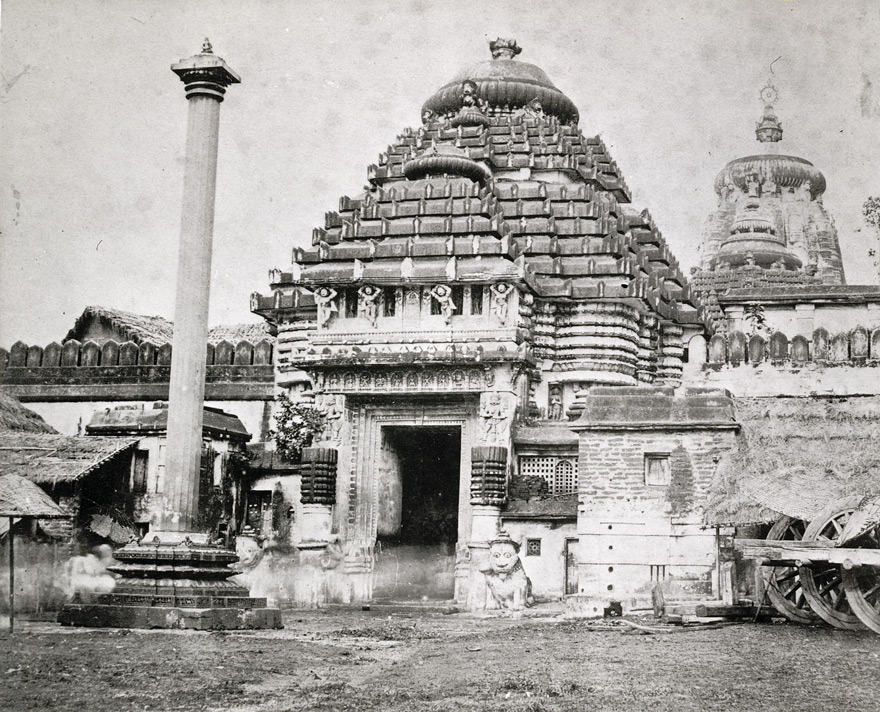
La Singhadwara en 1870 mostrando las esculturas de leones con el pilar Aruna Stambha en primer plano.

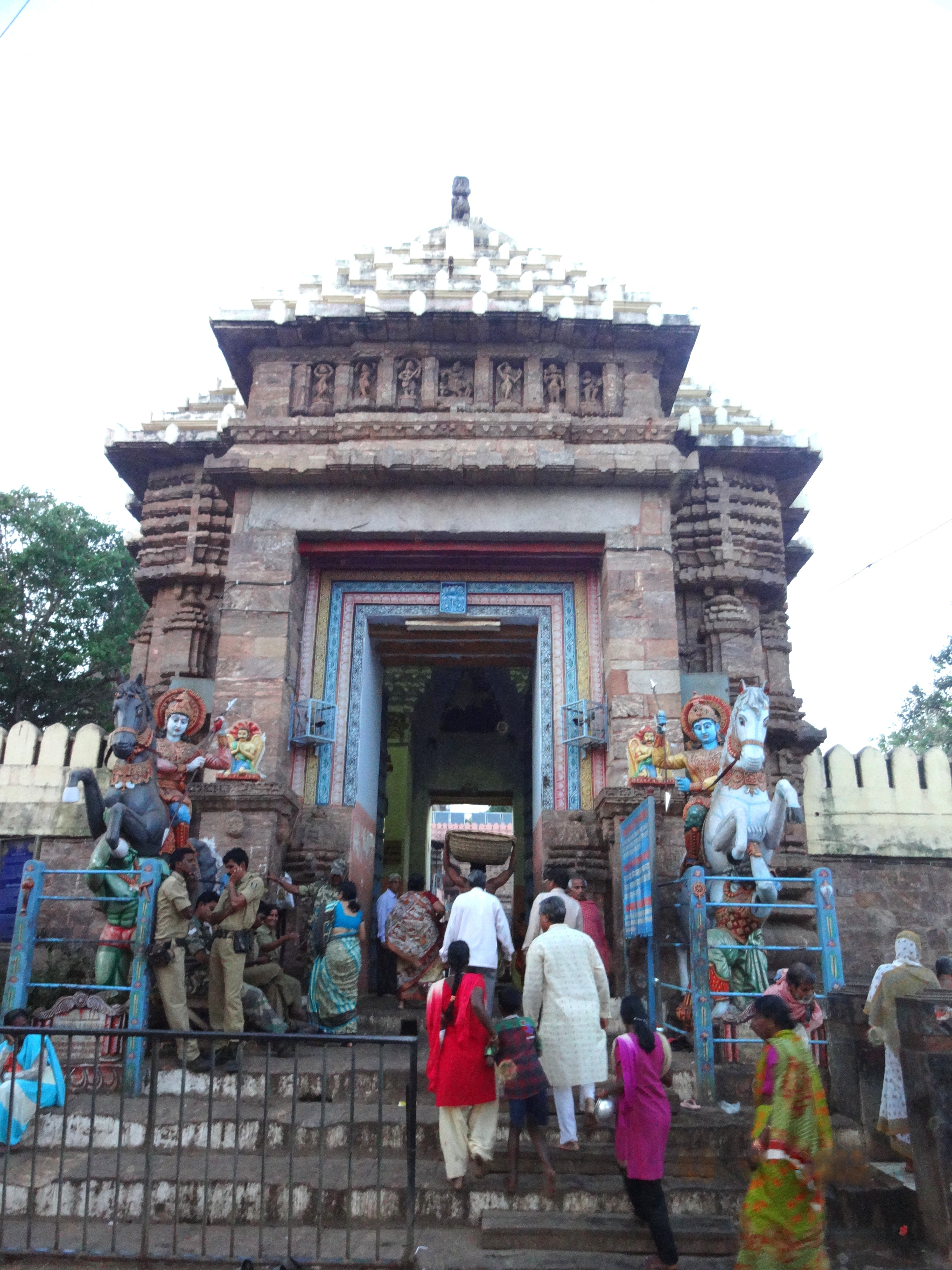
La Puerta del Caballo.

La Singahdwara, que en sánscrito significa «La Puerta del León», es una de las cuatro puertas del templo y forma la entrada principal. El Singhadwara es llamado así porque dos enormes estatuas de leones agazapados se encuentran a cada lado de la entrada. La puerta mira hacia el este abriéndose hacia el Bada Danda o el Gran Camino. El Baisi Pahacha o el vuelo de veintidós escalones lleva al complejo del templo. Un ídolo de Jaganatha conocido como Patita pavana, que en sánscrito significa «el salvador de los oprimidos y los caídos» está pintado a la derecha de la entrada. En la antigüedad, cuando no se permitía a los intocables entrar al templo, podían rezar a Patita pavana. Las estatuas de los dos guardias del templo Jaya y Vijaya están a cada lado de la entrada.
Justo antes del comienzo del Rath Yatra los ídolos de Jaganatha, Balarama y Subhadrá son sacados del templo a través de esta puerta. A su regreso del Templo Gundicha tienen que aplacar ceremoniosamente a la diosa Laksmí, cuya estatua está tallada en la puerta, por no haberla llevado con ellos al Yatra. Solamente entonces la diosa les permite entrar en el templo. Un magnífico pilar monolítico de dieciséis lados conocido como la Aruna Stambha se encuentra frente a la puerta principal. Este pilar tiene un ídolo de Aruná, el auriga del Dios Sol Suria, en su parte superior. Una cosa significativa sobre la columna de Aruná es que antes estaba en el templo del Sol de Konark, después, el gurú Maratha Brahmachari Gosain lo trasladó a este lugar.

### Otras entradas
Aparte de la Singhadwara, que es la entrada principal del templo, hay otras tres entradas que dan al norte, sur y oeste. Se nombran por las esculturas de animales que las custodian. Las otras entradas son la Hathidwara o la Puerta del Elefante, la Vyaghradwara o la Puerta del Tigre y la Ashwadwara o la Puerta del Caballo.

### Templos menores

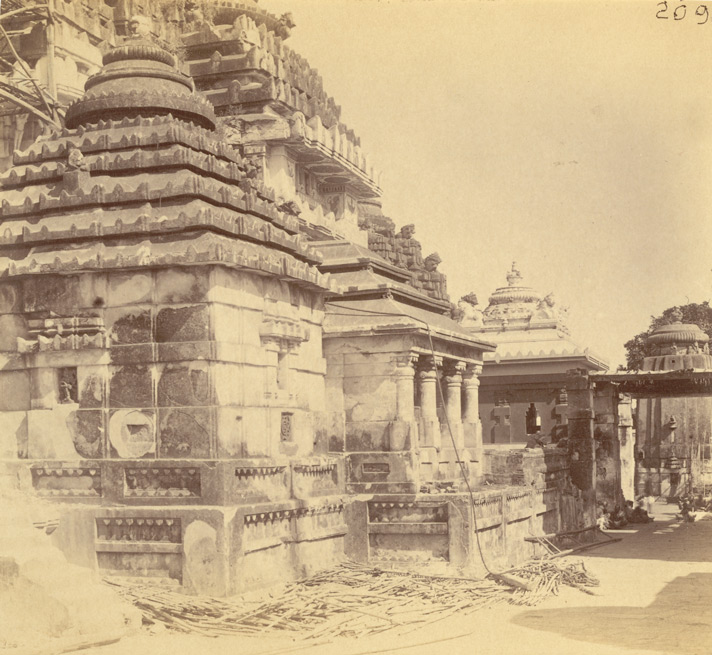
Grupo de templos menores en la parte sur del complejo del templo de Yáganat, incluido el Templo Vimala (extrema derecha). c. 1890.

Hay numerosos templos y santuarios más pequeños dentro del complejo del Templo donde se realiza regularmente una adoración activa. El Templo Vimala es considerado uno de los más importantes de los santuarios Shaktipeeths son destino de los peregrinos del shaktismo y marca el lugar donde cayó el ombligo de la diosa Satí. Está situado cerca de Rohini Kund en el complejo del templo. Hasta que la comida ofrecida a Jaganatha no sea ofrecida a la diosa Vimala no se considera Mahaprasad —término aplicado a los 56 alimentos ofrecidos al Señor Jaganatha—.
El templo de Mahalakshmi tiene un papel importante en los rituales del templo principal. Se dice que la preparación de naivedya como ofrenda para Jaganatha es supervisada por la diosa Laksmí. El templo de Kanchi Ganesh está dedicado a Uchchhishta Ganapati. La tradición dice que el rey de Kanchipuram en la antigüedad regaló el ídolo, cuando Gajapati Purushottama Deva se casó con Padmavati, la princesa kanchi. Hay otros santuarios, a saber, Muktimandap, Surya, Sarasvati, Bhuvaneshwari, Narasinja, Rama, Hánuman y Eshaneshwara.

### Mandapas

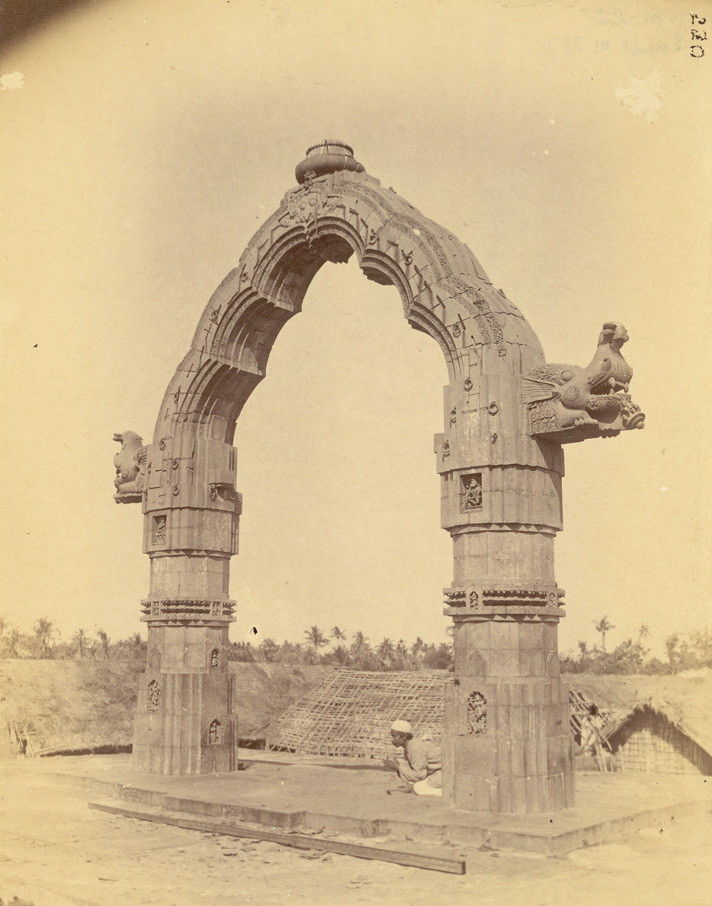
El Dola Mandapa en 1890.

Hay muchos mandapas o salones de Pilares en plataformas elevadas dentro del complejo del templo destinados a las congregaciones religiosas. El más prominente es el Mukti Mandapa, la sala de congregaciones del asiento sagrado de los eruditos brahmanes seleccionados.
Es el lugar donde se toman decisiones importantes con respecto a la celebración del culto diario y los festivales. El Dola Mandapa es notable por una torana o arco de piedra bellamente tallado que se utiliza para construir un columpio para el festival anual Dol Yatra. Durante el festival, el ídolo de Dologobinda se coloca en el columpio. La Snana Bedi es una plataforma de piedra rectangular donde se colocan ídolos de Jaganatha, Balarama y Subhadrá para el baño ceremonial durante el Snana Yatra anual.

## Ofrendas de comida diarias

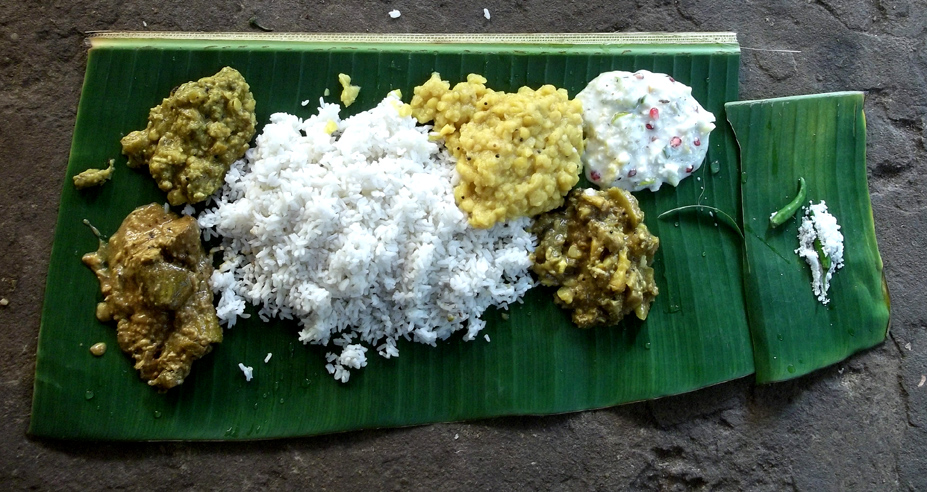
Mahaprasad servido sobre hojas de plátano.

Las ofrendas diarias se hacen al Señor seis veces al día. Estas incluyen:
- La ofrenda al Señor por la mañana que forma su desayuno y se llama Gopala Vallabha Bhoga. El desayuno consiste en siete artículos, es decir, Khoya, Lahuni (mantequilla), Nadia Kora (coco dulce rallado), agua de coco, y Khawi (hojaldres de arroz endulzados), Fahi (cuajada) y Pachila Kadali (plátanos maduros).
- El Sakala Dhupa es su próxima ofrenda alrededor de las 10 horas. Generalmente consiste en trece artículos incluyendo el pastel Enduri y el Mantha puli.
- Bada Sankhudi Bhoga forma la siguiente comida y la ofrenda consiste en Pakhala con cuajada y payas Kanji. Las ofrendas se hacen en el Mandapa Bhog, a unos 200 pies del Ratnabedi. Esto se llama Chatra Bhog y fue introducido por Adi Shankara en el siglo VIII para ayudar a los peregrinos a compartir la comida del templo.
- El Naivedya dhupa es la siguiente ofrenda al mediodía.
- La próxima ofrenda al Señor se hace por la tarde, alrededor de las 20 horas, es Sandhya Dhupa.
- La última ofrenda al Señor se llama Bada Simhara Bhoga.[40]

Los Mahaprasad del Señor Jaganatha se distribuyen entre los devotos cerca de los Ratnavedi dentro del marco de Phokaria, que está siendo utilizado por los Puja Panda usando Muruj, excepto el Bhog Gopal Ballav y el Bhog Mandap Bhoga que se distribuyen en el Anabsar Pindi y el Mandapa Bhog respectivamente.

## Rosaghara

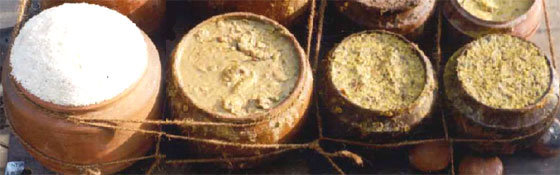
Mahaprasad (en gran cantidad).

La cocina del templo es la más grande del mundo. La tradición sostiene que toda la cocina de Mahaprasad en las cocinas del templo es supervisada por la diosa Lakshmí, la emperatriz de Srimandir en persona, y que si la comida preparada tiene algún defecto, un perro sombra aparece cerca de la cocina del templo, en una señal de su desagrado. Si se ve el perro de la sombra, la comida se entierra rápidamente y se cocina una nueva hornada. Las 56 variedades de comida producidas son vegetarianas y se preparan sin cebollas, ajo, o chiles, como prescriben los textos religiosos hindúes. La cocción se hace únicamente en ollas de arcilla usando agua extraída de dos pozos especiales cerca de la cocina llamados Ganga y Yamuna. La ofrenda más esperada es el Kotho Bhoga o Abadha, ofrecida después del mediodía. Después de ser ofrecida a Jaganatha y a las otras deidades, la comida se vende en Ananda Bajara, un mercado abierto cerca del templo.

## Festivales

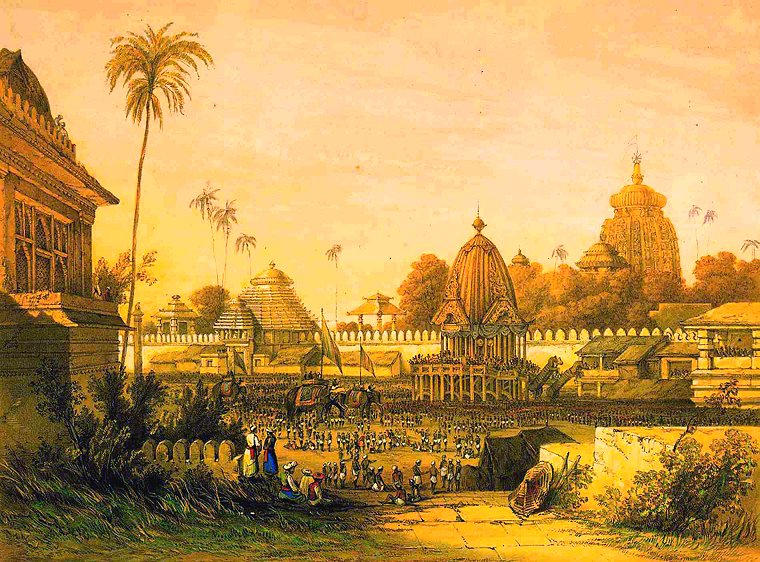
Festival de Ratha yatra en Puri. Pintura de James Fergusson.

Hay elaborados servicios de culto diarios y muchos festivales cada año a los que asisten millones de personas. El festival más importante es el Ratha yatra o el festival de las carrozas en junio. Este espectacular festival incluye una procesión de tres enormes carrozas que llevan los ídolos de Jaganatha, Balarama y Subhadrá a través del Bada Danda, que significa la Gran Avenida de Puri, hasta su destino final, el Templo Gundicha.
Los primeros observadores europeos contaron historias de devotos que fueron aplastados bajo las ruedas de estos carros, ya sea por accidente o incluso como una forma de suicidio meritorio parecido al satí. Estos informes dieron lugar al préstamo de la palabra juggernaut que sugiere una entidad o proceso inmenso, imparable y amenazador operado por fanáticos. Muchos festivales como el Holi en primavera y el Raksha Bandhan en el monzón son celebrados por el templo cada año. El Pavitrotsava y el Damanaka utsava se celebran según la panchanga o la panjika. Hay ceremonias especiales en el mes de Kartika y Pausha.
El shodasha dinatmaka anual o 16 días del Durgá Puyá que comienza 8 días antes de Mahalaya del mes de Ashuin para la diosa Vimala y termina en Vijayadashami, es de gran importancia, en la que participan tanto el murmullo utsava del señor Madanmohan como el de Vimala.
Pana Sankranti: También conocido como Vishuva Sankranti y Mesha Sankranti: Rituales especiales se realizan en el templo.

### Chandan Yatra
En Akshaya Tritiya cada año, el festival Chandan yatra marca el comienzo de la construcción de las carrozas del Ratha yatra.

### Snana Yatra
En el Purnima del mes de Jyestha, los dioses se bañan y decoran ceremonialmente cada año con motivo de Snana Yatra.

### Anavasara o Anasara
Literalmente significa vacaciones. Cada año, los ídolos principales de Jaganatha, Balarama y Subhadrá y Sudarshan, después del Snana Yatra en el plenilunio del jyestha, van a un altar secreto llamado Anavasara Ghar donde permanecen durante la siguiente quincena oscura (Krishna paksha). Por lo tanto, los devotos no pueden verlos. En lugar de esto, los devotos van al lugar cercano de Brahmagiri para ver a su amado señor en la forma de cuatro manos de Alarnath, una apariencia de Vishnu. Entonces la gente tiene la primera visión del señor el día antes del Rath yatra, que se llama Navayouvana. Se dice que los dioses caen en fiebre después de tomar un gran baño y son tratados por los sirvientes especiales llamados daitapatis durante 15 días. Durante este período no se ofrece comida cocinada a las deidades.

### Rath yatra en Puri

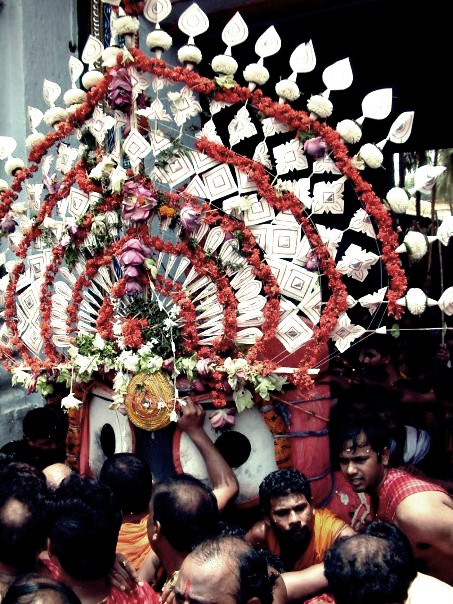
Pahandi Bije durante el Ratha yatra en Puri.

La tríada Jaganatha se suele adorar en el santuario del templo de Puri, pero una vez durante el mes de Asadha —temporada de lluvias de Odisha, que suele caer en el mes de junio o julio—, se sacan a la calle principal de Puri y hacia al templo de Gundicha, en enormes carrozas, permitiendo al público tener dárshana (vista de o divino). Este festival es conocido como Rath yatra que significa el viaje (yatra) de los carros (ratha). Las carrozas o carros son enormes estructuras de madera con ruedas, que se construyen de nuevo cada año y son tiradas por los devotos. El carro para Jaganatha tiene aproximadamente 45 pies de alto y 35 pies cuadrados y se necesita alrededor de dos meses para construirlo.
Los artistas y pintores de Puri decoran los carros y pintan pétalos de flores y otros diseños en las ruedas, el carro y el auriga están tallados en madera, y los lotos invertidos en la pared detrás del trono. Los enormes carros de Jaganatha tirados durante el Rath yatra son el origen etimológico de la palabra inglesa Juggernaut.

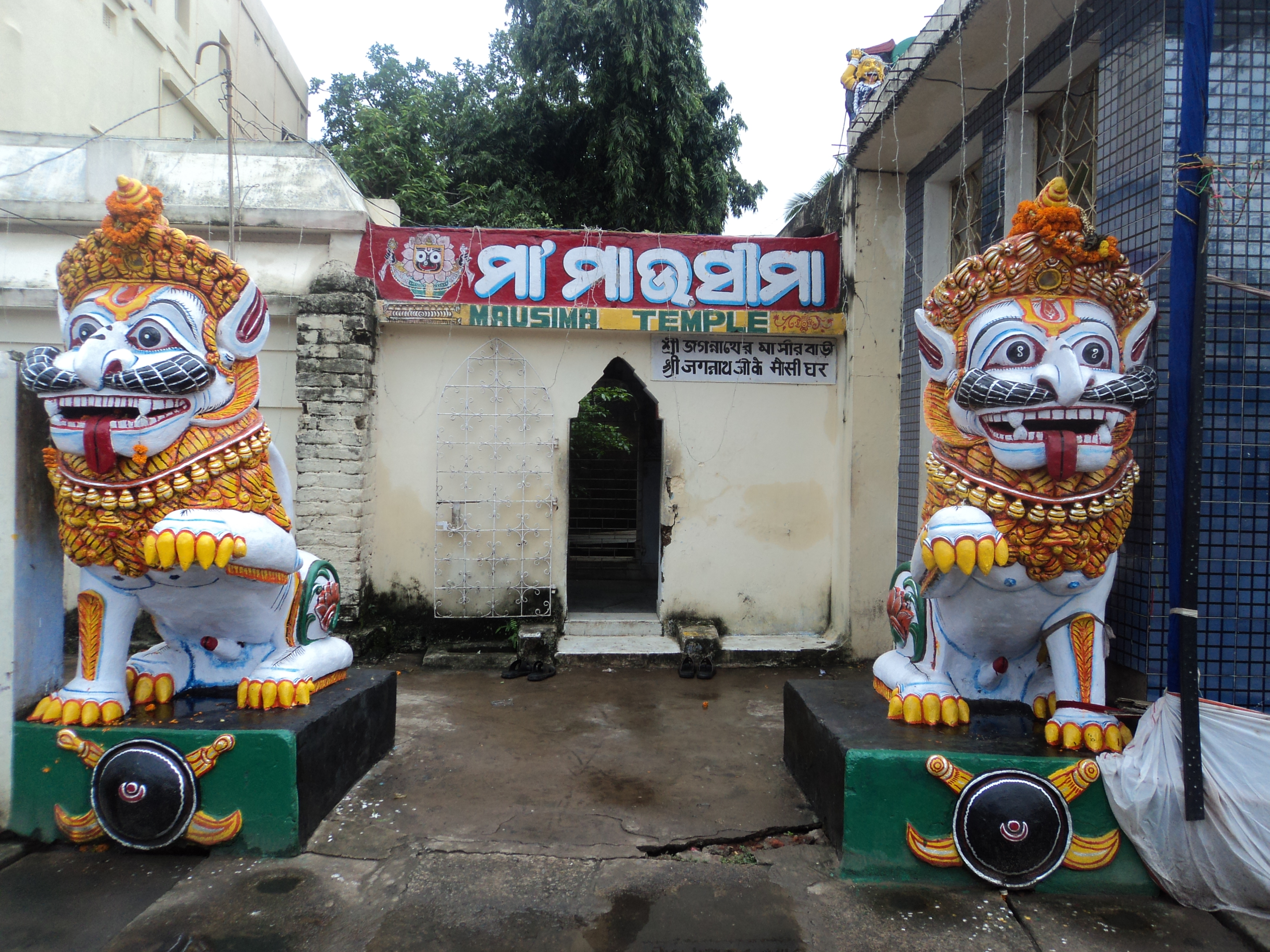
Templo de Mausi Maa. Puri.

El ritual más significativo asociado con el Ratha yatra es el chhera pahara. Durante el festival, el rey Gajapati lleva el traje de un barrendero y limpia alrededor de las deidades y las carrozas en el ritual del chhera pahara (barrido con agua). El rey Gajapati limpia el camino delante de los carros con una escoba de mango de oro y rocía agua y polvo de sándalo con la mayor devoción. Según la costumbre, aunque el rey Gajapati ha sido considerado la persona más exaltada del reino de Kalinga, todavía presta el servicio servil a Jaganatha. Este ritual significaba que bajo el señorío de Jaganatha, no hay distinción entre el poderoso rey soberano de Gajapati y el más humilde devoto. El Chera pahara se celebra durante dos días, el primer día del Ratha yatra, cuando las deidades son llevadas a la casa del jardín en el templo de Mausi Maa y de nuevo en el último día del festival, cuando las deidades son traídas ceremoniosamente de vuelta al Shri Mandir. Según otro ritual, cuando las deidades son sacadas de Shri Mandir a las carrozas en el Pahandi vijay.
En el Ratha yatra, las tres deidades son llevadas del Templo de Yáganat en los carros al Templo Gundicha, donde permanecen durante nueve días. A partir de entonces, las deidades vuelven a montar en los carros de vuelta a Sri Mandir en el bahuda Yatra. En el camino de regreso, las tres carrozas se detienen en el Templo Mausi Maa y a las deidades se les ofrece Poda Pitha, una especie de pastel horneado que por lo general únicamente es consumido por el pueblo Odisha.
La observancia del Ratha yatra de Yáganat, se remonta al período de los Puranas. Vívidas descripciones de este festival se encuentran en Brahma-purana, Padma-purana y Skanda-purana. Kapila Samhita también se refiere al Ratha yatra. En el período mogol, el rey Ramsingh de Jaipur, Rayastán ha sido descrito como organizador del Ratha yatra en el siglo XVIII. En Odisha, los reyes de Mayurbhanj y Parlakhemundi organizaban el Ratha yatra, aunque el festival más grande en términos de escala y popularidad tiene lugar en Puri.
Además, Starza, señala que la dinastía gobernante del Ganga instituyó el Ratha yatra al terminar el gran templo alrededor del año 1150. Este festival fue uno de esos festivales hindúes que se informó al mundo occidental muy pronto. Fray Odorico de Pordenone visitó la India en 1316-1318, unos 20 años después de que Marco Polo dictara el relato de sus viajes mientras estaba en una prisión genovesa. En su propio relato de 1321, Odorico informó como el pueblo puso los «ídolos» en carrozas, y el rey y la reina y todo el pueblo los sacaron de la «iglesia» con canciones y música.

### Niladri Bije
Celebrado en Asadha Trayodashi, Niladri Bije es el día final de Ratha yatra. En este día las deidades regresan al ratna bedi. El Señor Jaganatha ofrece rasgulla a la Diosa Latxmí para entrar en el templo.

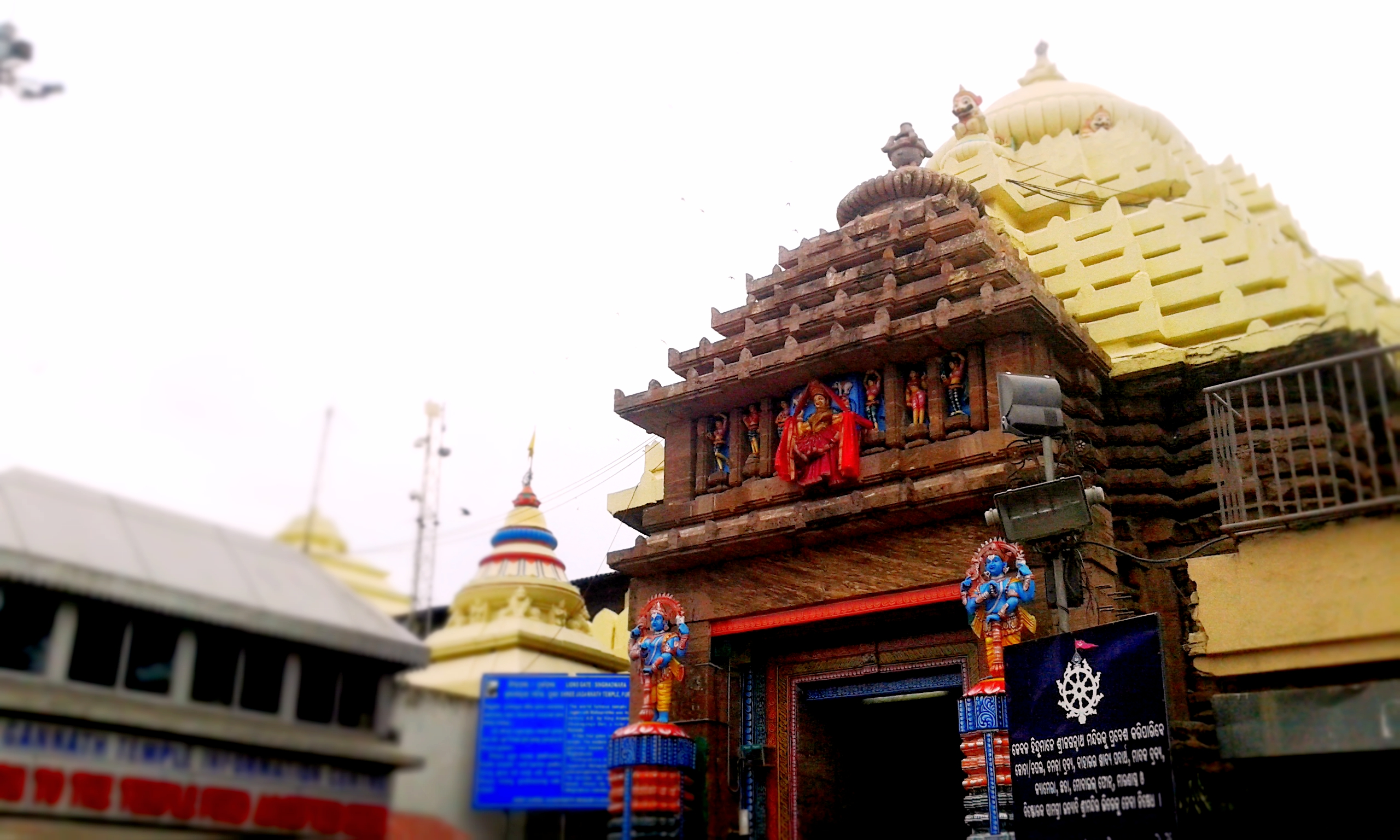
Puerta principal del templo.

### Gupta Gundicha
Celebrado durante 16 días desde Ashwina Krushna dwitiya hasta Vijayadashami. Según la tradición, el ídolo de Madhaba, junto con el ídolo de la diosa Durga, se lleva a un recorrido por las instalaciones del templo. El recorrido dentro del templo se observa durante los primeros ocho días. Durante los siguientes ocho días, los ídolos son llevados fuera del templo en un palanquín al cercano templo Narayani. Después de su adoración, son transportados de vuelta al templo.

### Nabakalebara
Uno de los eventos más grandilocuentes asociados con el Señor Jaganatha, Nabakalabera, tiene lugar cuando un mes lunar de Ashadha es seguido por otro mes lunar de Aashadha. Esto puede tener lugar en 8, 12 o incluso 18 años. Literalmente significa el «Nuevo Cuerpo» (Nava = nuevo, Kalevar = cuerpo), el festival es presenciado por millones de personas y el presupuesto para este evento supera los 500.000 dólares. El evento implica la instalación de nuevas imágenes en el templo y el entierro de las antiguas en las instalaciones del templo en Koili Vaikuntha. Actualmente los ídolos que se adoran fueron instalados en el año 1996. La próxima ceremonia se llevará a cabo en el año 2015. Se espera que más de 3 millones de devotos visiten el templo durante el Nabakalevara del año 2015, convirtiéndolo en uno de los festivales más visitados del mundo.

## Gestión
Después de la independencia, el Gobierno del Estado, con el fin de mejorar el sistema administrativo, aprobó la «Ley (de administración) del templo Puri Shri Jagannath, 1952»,  que contenía disposiciones para preparar el registro de derechos y deberes de los sevayats y otras personas relacionadas con el sistema de culto y la administración del templo. Posteriormente, se promulgó la «Ley del Templo de Shri Jagannath, 1955», para reorganizar el sistema de gestión de los asuntos del templo y sus propiedades.
Dibyasingha Deb es el «adhyasevak» (jefe de los servidores) del templo. Tomó el cargo en 1970 a la edad de 17 años, después de la muerte de su padre, Birakishore Deb, entonces el Maharajá de Puri.

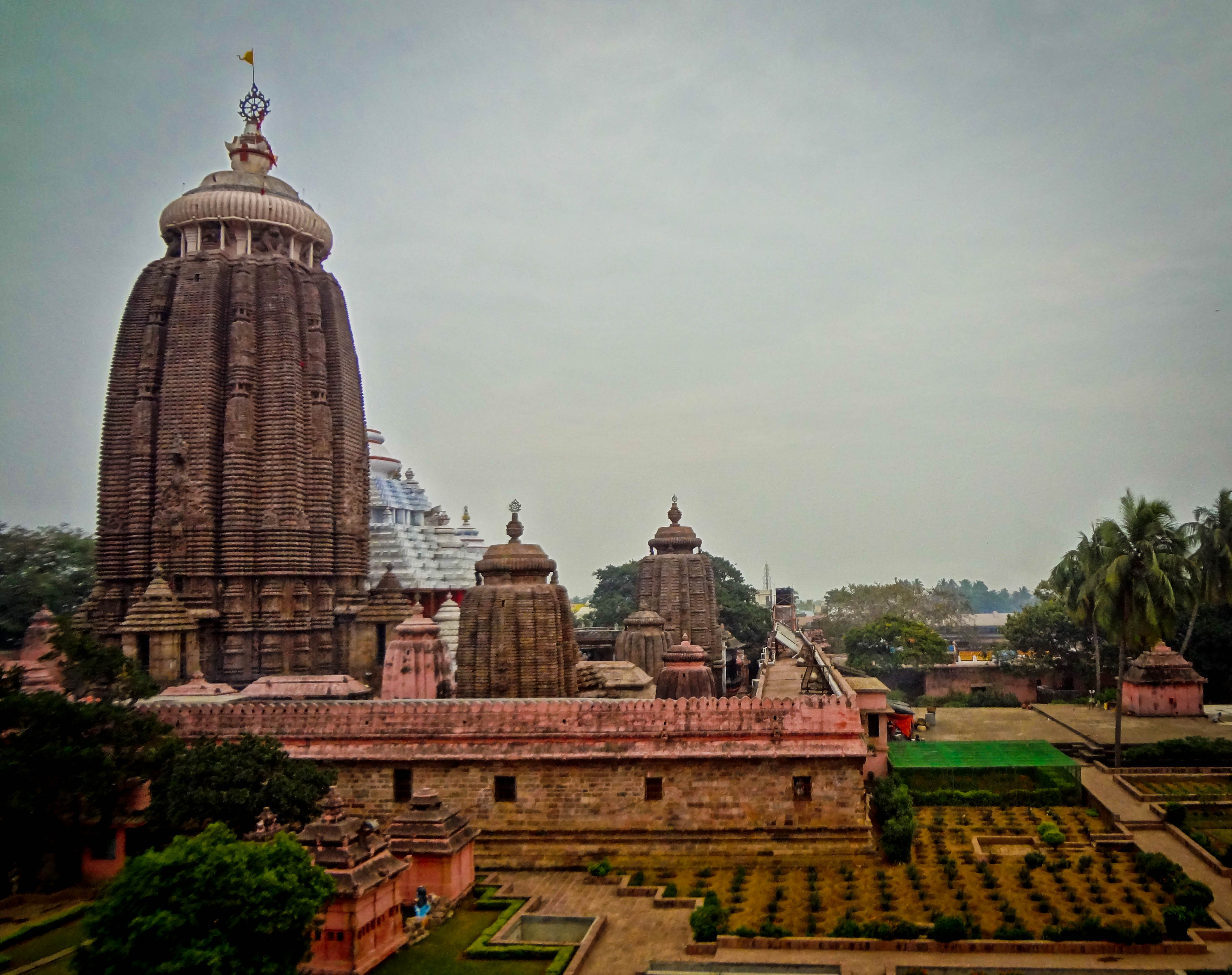
La parte trasera del templo de Yáganat con el jardín 'Koili Baikuntha' en primer plano.
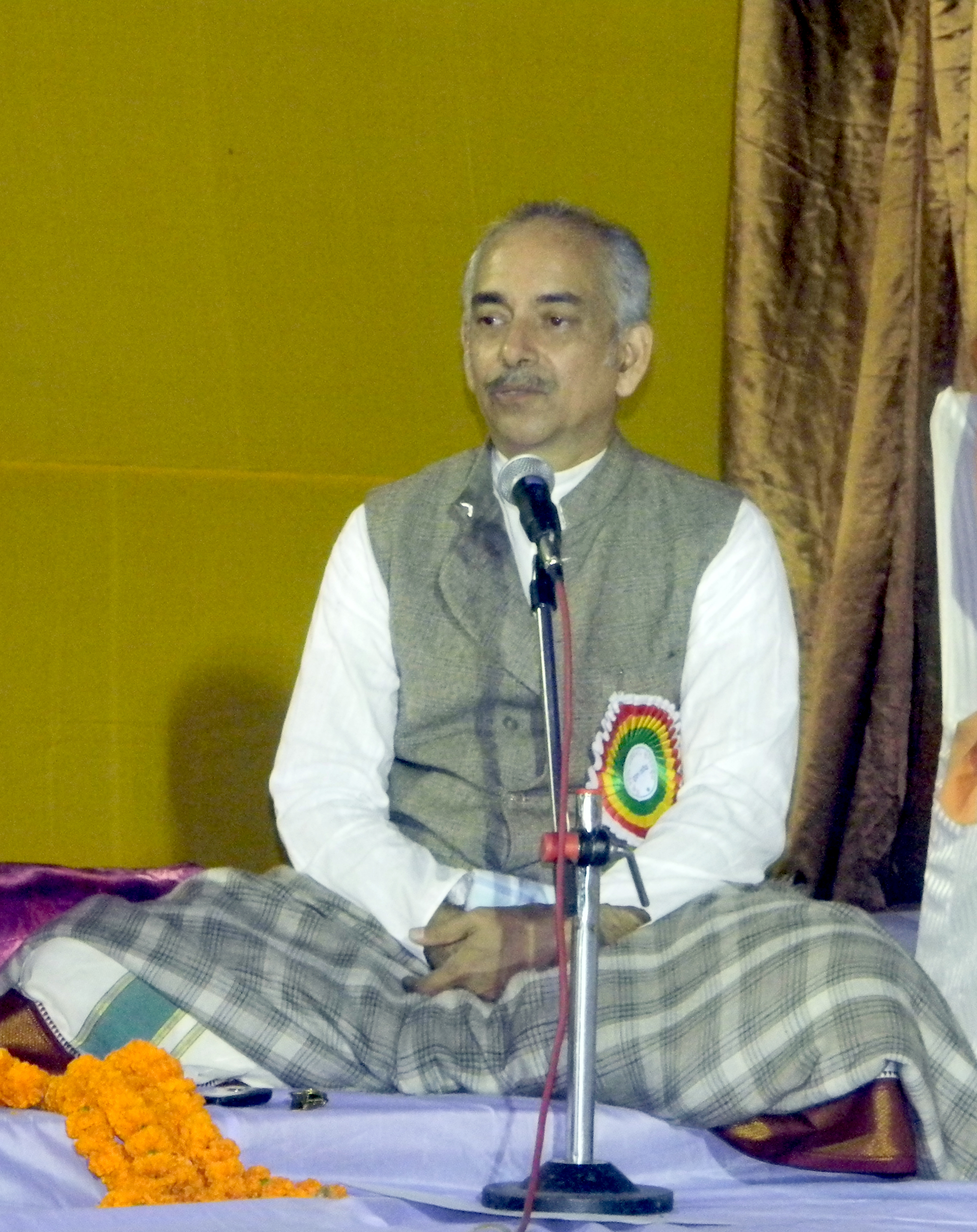
Shri Dibyasingha Deb, Jefe servidor del templo.
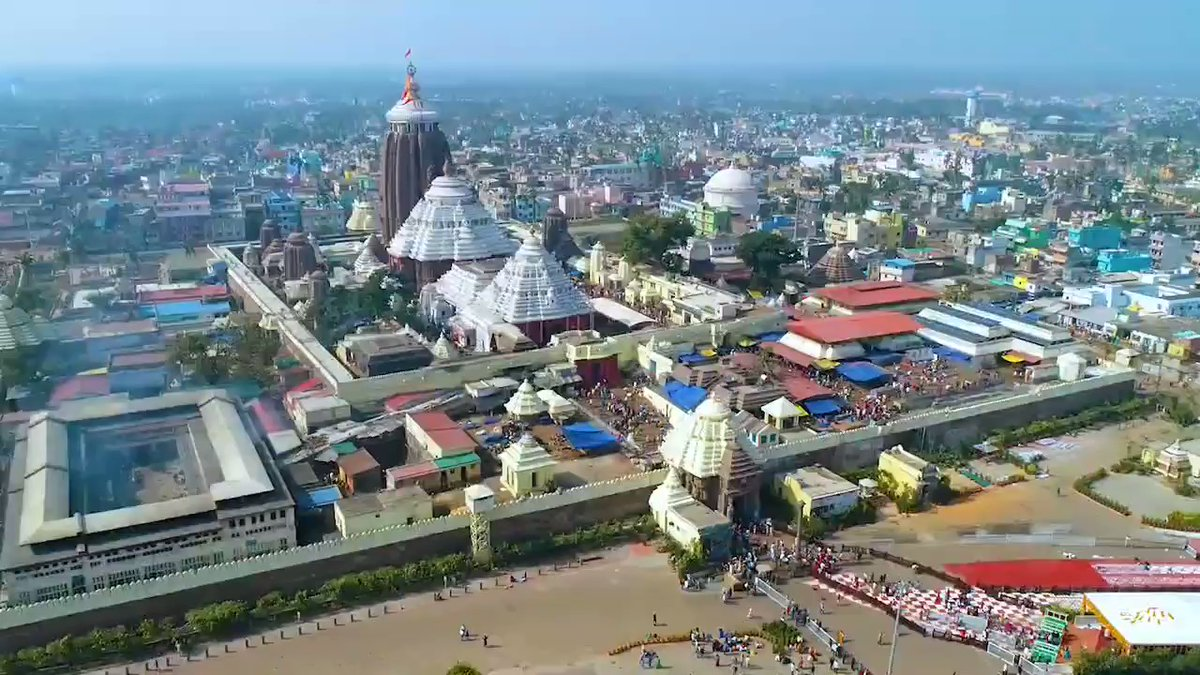
Vista área del complejo del templo de Jáganat.

## Seguridad
La seguridad en el Templo de Yáganat del siglo XII, ha aumentado antes del Ratha Yatra, el festival de regreso a casa de las deidades del templo Yáganat. A raíz de la alerta de terror del 27 de junio de 2012, las fuerzas de seguridad se incrementaron para asegurar el buen funcionamiento del abarrotado Ratha yatra y el Suna Besha.